# Jez Bajhetan
Jez Bajhetan (poenostavljeno kitajsko: 白鹤滩大坝; tradicionalno kitajsko: 白鶴灘大壩; pinjin: Báihètān Dàbà) je velik jez, ki ga trenutno gradijo na reki Džinša (pritok reke Jangce) v Ljudski republiki Kitajski. Hidroelektrarna bi imela 16 vodnih turbin, vsako za močjo 1000 MW - skupaj 16000 MW. Tako bo 3 največja hidroelektrarna na svetu. Dela na jezu so se začela leta 2008, končala pa naj bi se leta 2021.